# Martha Komu
Martha Komu Nyambura (Gathanji, 23 maart 1983) is een Keniaanse atlete, die gespecialiseerd is in de lange afstand. Ze nam eenmaal deel aan de Olympische Spelen, maar won hierbij geen medailles. In 2012 naturaliseerde ze tot de Franse nationaliteit.

## Loopbaan
Komu won tweemaal de marathon van Reims (2006, 2007). Op 21 januari 2008 werd ze derde bij de Cross Ouest-France Pays-de-la-Loire in Le Mans. Haar grootste prestatie leverde ze later dat jaar in april door de marathon van Parijs te winnen in een PR van 2:25.33.
In Nederland is Komu geen onbekende. Zo werd ze op 15 april 2007 achtste op de Rotterdam Marathon in een tijd van 2:45.01. Op de Olympische Spelen van 2008 in Peking werd ze vijfde in 2:27.23. In 2014 behaalde ze een zesde plaats bij de marathon van Parijs.
Martha Komu is getrouwd met Simon Munyutu. Ze is aangesloten bij Clermont Athlétisme Auvergne.

## Persoonlijke records
Outdoor
| Onderdeel      | Prestatie | Datum             | Plaats      |
| -------------- | --------- | ----------------- | ----------- |
| 3000 m         | 9.24,29   | 18 mei 2008       | Montpellier |
| 5 km           | 16.29     | 6 oktober 2002    | Syracuse    |
| 8 km           | 26.06     | 14 juli 2001      | Kingsport   |
| 10 km          | 32.38     | 12 mei 2001       | Ottawa      |
| 15 km          | 50.07     | 16 november 2008  | Nijmegen    |
| 10 Eng. mijl   | 54.29     | 26 oktober 2008   | Portsmouth  |
| 20 km          | 1:14.11   | 15 september 2013 | Céret       |
| halve marathon | 1:12.10   | 23 september 2001 | Arusha      |
| 25 km          | 1:25.56   | 21 maart 2010     | Seoel       |
| marathon       | 2:25.33   | 6 april 2008      | Parijs      |

Indoor
| Onderdeel | Prestatie | Datum           | Plaats           |
| --------- | --------- | --------------- | ---------------- |
| 3000 m    | 9.34,42   | 9 februari 2003 | Clermont-Ferrand |

## Palmares

### 5000 m
- 1999: 7e Keniaanse kamp. in Nairobi - 16.24,2

### 5 km
- 2000: 4e MedSpan Corporate Elite in Hartford - 16.53,3
- 2000:  Chris Thater Memorial in Binghamton - 16.12
- 2000:  Syracuse Festival of Races - 16.09
- 2001:  Bancroft Neurohealth in Haddonfield - 16.03
- 2001:  Temple Owls Night Flight in Philadelphia - 16.22
- 2001:  Fred D'Elia Ridgewood Runs - 16.14

### 10 km
- 1999: 5e Parelloop - 34.16
- 2000:  Greater Clarksburg - 34.32
- 2001:  Cooper River Bridge Run in Charleston - 33.23
- 2001:  James Joyce Ramble in Dedham - 32.54
- 2001:  MDS Nordion in Ottawa - 32.37,2
- 2001:  New Times Phoenix - 34.23
- 2001:  Brian's Run in West Chester - 34.01
- 2007:  Courir à Clermont in Clermont-Ferrand - 33.16
- 2007:  Corrida Languex - 32.51
- 2007:  Suresnes Foulees - 32.56
- 2007:  Brecey - 33.33
- 2007:  La Crau - 34.10
- 2007:  Vittel - 34.21
- 2007:  La Provence in Marseille - 33.18
- 2008:  Courir à Clermont in Clermont-Ferrand - 33.02
- 2009:  Caen - 34.28
- 2009: 5e Corrida de Houilles - 33.28
- 2010:  Courir à Clermont in Clermont Ferrand - 33.53
- 2010:  Echirolles - 34.04
- 2010:  Foulées de Suresnes - 33.15
- 2010:  Neufchateau - 34.26
- 2011:  Pace - 34.17
- 2011:  Tergnier - 34.28
- 2011: 4e Foulées de Suresnes - 33.35
- 2011:  Neufchateau - 34.10
- 2011:  Corrida International de Saint Germain en Laye - 34.06
- 2015:  Prom'Classic de Nice - 34.33
- 2015:  Balma - 34.39

### 15 km
- 2006: 5e Puy-en-Velay - 52.24
- 2008: 4e Puy-en-Velay - 51.22
- 2008:  Zevenheuvelenloop - 50.06,5

### 10 Eng. mijl
- 2001:  Microsoft-USO Defenders - 55.40
- 2001:  Seaside - 56.20
- 2008: 4e Great South Run - 54.29

### 20 km
- 2006:  Marseille-Cassis (20,3 km) - 1:12.36
- 2013:  La Ronde Ceretane - 1:14.11
- 2014:  La Ronde Cérétane - 1:12.39

### halve marathon
- 1998:  halve marathon van Nyeri - 1:18.30
- 2001:  halve marathon van Arusha - 1:12.10
- 2001: 4e halve marathon van Jacksonville - 1:15.23
- 2006:  halve marathon van Marseille - 1:12.34
- 2007: 5e halve marathon van Lille (Rijsel) - 1:12.48
- 2008:  halve marathon van Logroño - 1:13.43
- 2008: 5e Great North Run - 1:10.49
- 2009:  halve marathon van Vannes - 1:15.51
- 2009:  halve marathon van Nancy - 1:15.30
- 2010:  halve marathon van Logroño - 1:16.30
- 2011: 4e halve marathon van Nice - 1:13.09
- 2014:  halve marathon van Argentan - 1:18.14

### marathon
- 2006:  marathon van Reims - 2:32.45
- 2006:  marathon van Mont-Saint-Michel - 2:37.37
- 2007: 8e marathon van Rotterdam - 2:45.00,6
- 2007:  marathon van Reims - 2:32.48
- 2008:  marathon van Parijs - 2:25.33
- 2008: 5e OS - 2:27.23
- 2009: 46e WK - 2:42.14
- 2010: 6e marathon van Seoel - 2:30.36
- 2010: 12e marathon van Amsterdam - 2:43.35
- 2013: 4e marathon van Toulouse - 2:45.37
- 2014: 6e marathon van Parijs - 2:36.33
- 2014: 46e EK - 2:47.34
- 2015: 10e marathon van Parijs - 2:33.33
- 2015:  marathon van Caen - 2:41.35
- 2016: 10e marathon van Parijs - 2:38.34
- 2017: 8e marathon van Parijs - 2:35.33

### veldlopen
- 2001: 20e Keniaanse kamp. in Nairobi - 29.18